# Бірменсторф (Ааргау)
Бірменсторф (нім. Birmenstorf) — громада  в Швейцарії в кантоні Ааргау, округ Баден.

## Географія
Громада розташована на відстані близько 85 км на північний схід від Берна, 18 км на північний схід від Аарау.
Бірменсторф має площу 7,8 км², з яких на 15,3% дозволяється будівництво (житлове та будівництво доріг), 44,2% використовуються в сільськогосподарських цілях, 36,3% зайнято лісами, 4,1% не є продуктивними (річки, льодовики або гори).

## Демографія
2019 року в громаді мешкало 2988 осіб (+15,9% порівняно з 2010 роком), іноземців було 19,9%. Густота населення становила 383 осіб/км².
За віковим діапазоном населення розподілялося таким чином: 21,8% — особи молодші 20 років, 62,2% — особи у віці 20—64 років, 15,9% — особи у віці 65 років та старші. Було 1224 помешкань (у середньому 2,4 особи в помешканні).
Із загальної кількості 1070 працюючих 102 було зайнятих в первинному секторі, 302 — в обробній промисловості, 666 — в галузі послуг.